# Frankfurter Stab
Der Frankfurter Stab war eine Längeneinheit in der Freien Stadt Frankfurt. Er wird zu den Ellenmaßen gerechnet, die besonders im Tuchhandel gebräuchlich waren. Das 1778 gefertigte Messingnormal wich nur wenig vom Pariser Stab, der verge ab. Ein Pariser Stab hatte 526 5/6 Pariser Linien, das entspricht umgerechnet 1,18885 Meter.
- 1 Frankfurter Stab = 523,976 Pariser Linien = 1,1826 Meter, also etwa 6,8 Millimeter Unterschied zum Pariser Stab.

- 1 Meter = 0,84602 Frankfurter Stab

Im Vergleich zu den anderen Frankfurter Längenmaßen galt mit guter Genauigkeit
- 100 Frankfurter Stab = 216 Frankfurter Ellen
- 42 Frankfurter Stab = 71 Brabanter Ellen, ein ebenfalls auf dem Messingnormal verzeichnetes Maß
- 11 Frankfurter Stab = 13 Meter